# Moderne dans
Moderne dans er en bred genre af vestlig koncert eller teaterdans, der primært stammer fra Tyskland og USA i slutningen af det 19. og det tidlige 20. århundrede.
Moderne dans anses ofte for at være opstået som en afvisning af eller oprør mod klassisk ballet.